# 火山砕屑物

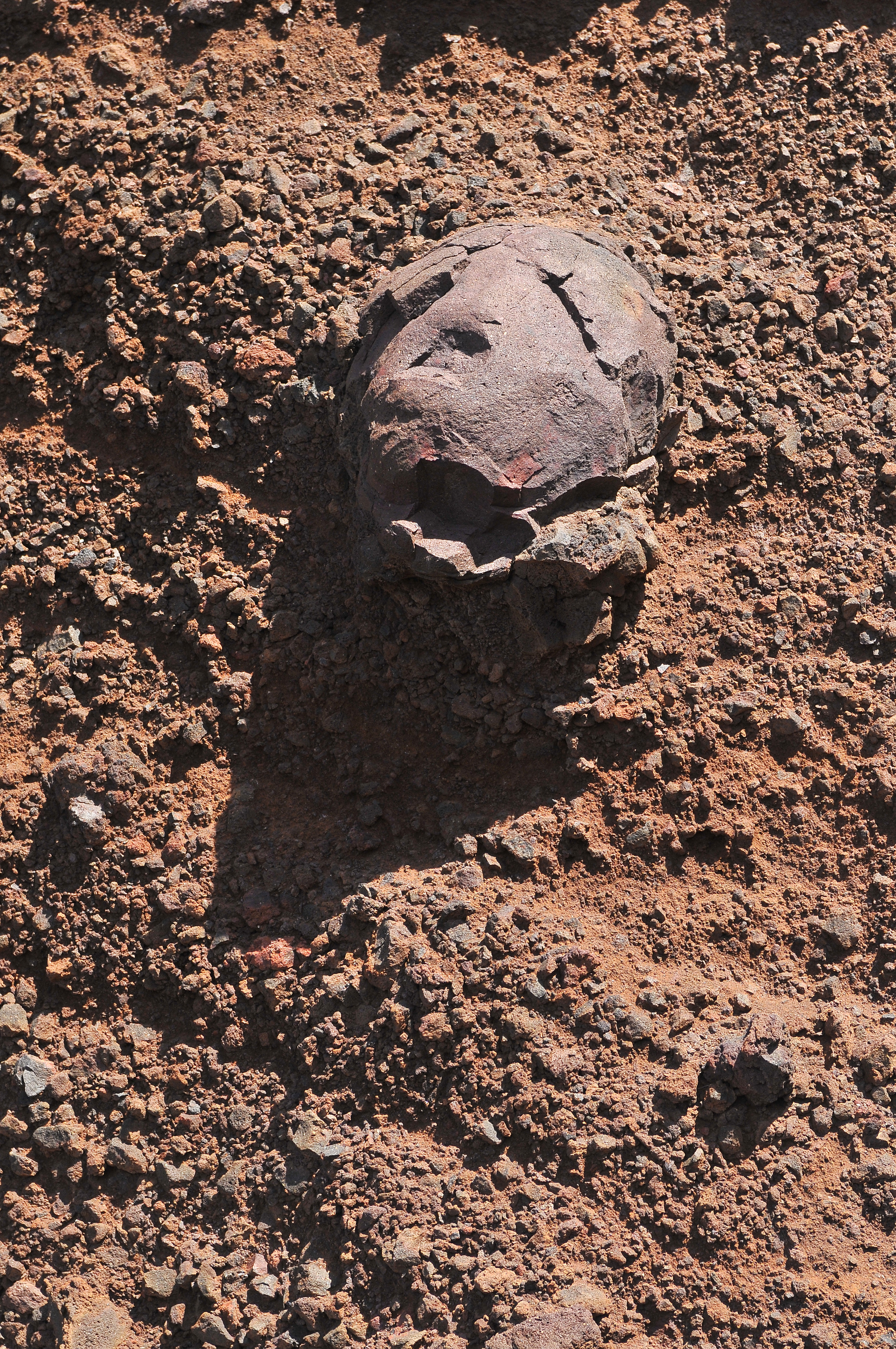
サントリーニ島の海岸の露頭で見られるサントリーニ・カルデラの火砕物。豆粒状の火山礫の中にパン皮状火山弾（火山岩塊）がある。

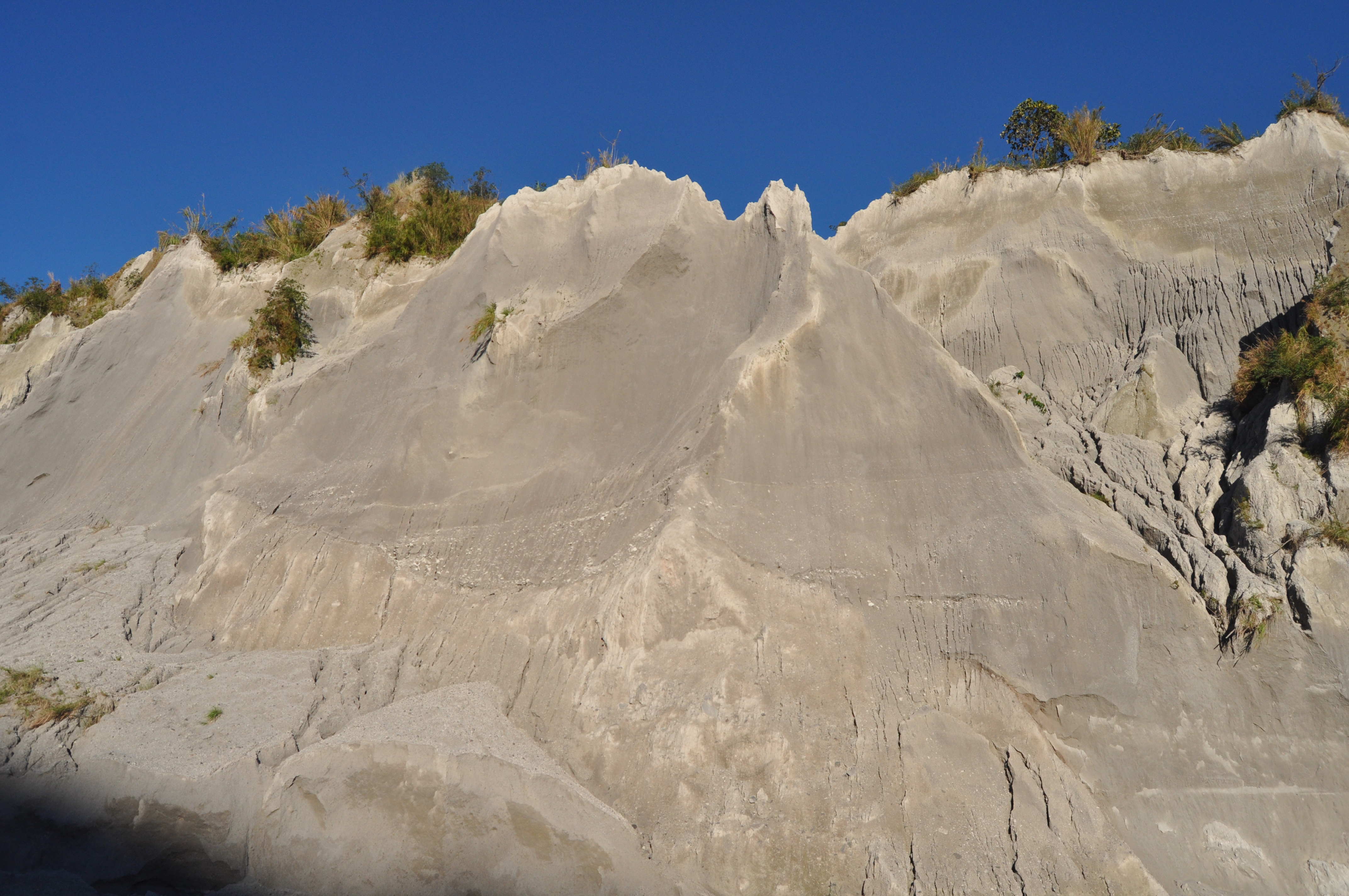
川岸の急崖に露出したピナトゥボ山由来の火砕流堆積物

火山砕屑物（かざんさいせつぶつ、英: pyroclastic material）とは、火山から噴出された固形物のうち、溶岩以外のものの総称。火砕物（かさいぶつ）、テフラ（英: tephra）ともいう。溶岩を含めないという点で、火山噴出物（）とは異なる。
火山砕屑物が固まった岩石を火山砕屑岩という。

## 分類
大別して2種類の分類方法がある。
- サイズによる分類。
  - 火山岩塊（英: volcanic block） - 粒径64ミリメートル (mm) 以上[2]で、溶岩のように連続していないもの。
  - 火山礫（英: lapilli） - 粒径64 - 2 mm[2]。
  - 火山灰（英: volcanic ash） - 粒径2 mm以下[2]。

この他、砂の大きさに相当するものを火山砂と呼ぶ場合もあるが、学術的には使わない。
- 色、成分、成因等による分類。
  - 軽石（英: pumice） - 淡色。
  - スコリア（英: scoria） - 暗色。
  - 火山弾（英: volcanic bomb）